# Krumbach (Dolna Austria)
Krumbach – gmina targowa w Austrii, w kraju związkowym Dolna Austria, w powiecie Wiener Neustadt-Land. Według Austriackiego Urzędu Statystycznego liczyła 2 305 mieszkańców (1 stycznia 2014).